# Tasmabrochus cranstoni
Tasmabrochus cranstoni är en spindelart som beskrevs av Davies 2002. Tasmabrochus cranstoni ingår i släktet Tasmabrochus och familjen Amphinectidae.
Artens utbredningsområde är Tasmanien. Inga underarter finns listade i Catalogue of Life.